# Dmytro Čumak (schermidore)
Dmytro Oleksandrovyč Čumak (in ucraino Дмитро Олександрович Чумак?; Kiev, 1º aprile 1980) è uno schermidore ucraino, vincitore di due medaglie di bronzo ai campionati mondiali di scherma.

## Palmarès
In carriera ha conseguito i seguenti risultati:
- Mondiali di scherma

Lipsia 2005: bronzo nella spada a squadre.
Torino 2006: bronzo nella spada a squadre.
- Europei di scherma

Coblenza 2001: oro nella spada a squadre.
Mosca 2002: bronzo nella spada a squadre.
Bourges 2003: argento nella spada a squadre.
Zalaegerszeg 2005: argento nella spada a squadre e bronzo nella spada individuale.